# 검정깍지꼬리박쥐
검정깍지꼬리박쥐(Mosia nigrescens)는 대꼬리박쥐과에 속하는 박쥐의 일종이다. 검정깍지꼬리박쥐속(Mosia)의 유일종이다. 인도네시아와 파푸아뉴기니, 솔로몬 제도에서 발견된다.